# Cnemidophorus duellmani
Cnemidophorus duellmani — вид ящірок родини теїдових (Teiidae). Ендемік Панами.

## Поширення і екологія
Cnemidophorus duellmani відомі з типової місцевості, розташованої в околицях міста Ель-Реаль-де-Санта-Марія в провінції Дар'єн на сході Панами.